# Грабоу
Грабоу (африк. и англ. Grabouw) — город на юго-западе Южно-Африканской Республики, на территории Западно-Капской провинции. Входит в состав района Оферберх. Является частью местного муниципалитета Тиватерсклуф.

## История
Поселение, из которого позднее вырос город, было основано около 1850 года уроженцем Германии Вильгельмом Лангшмидтом. В 1956 году Грабоу получил статус муниципалитета.

## Географическое положение
Город расположен в юго-западной части провинции, на правом берегу реки Палмитрифир, на расстоянии приблизительно 28 километров (по прямой) к юго-востоку от Кейптауна, административного центра провинции. Абсолютная высота — 264 метра над уровнем моря.

## Климат
Климат характеризуется как средиземноморский тёплый (Csb  в классификации климатов Кёппена). Среднегодовая температура воздуха составляет 14,8 °C. Средняя температура самого холодного месяца (июля) составляет 10,2 °С, самого жаркого месяца (февраля) — 19,6 °С. Расчётная многолетняя норма осадков — 1007 мм.

## Население
По данным официальной переписи 2011 года, население Грабоу составляло 30 337 человек, из которых мужчины составляли 49,34 %, женщины — соответственно 50,66 %. В расовом отношении цветные составляли 55,78 % от населения города, негры — 38,47 %, белые — 4,64 %, азиаты (в том числе индийцы) — 0,24 %, представители других рас — 0,86 %. Наиболее распространёнными среди жителей языками были: африкаанс (61,83 %), коса (28,5 %), сесото (4,99 %) и английский (2,48 %).

## Транспорт
Через город проходит национальное шоссе N2, а также региональное шоссе R321. Имеется железнодорожная станция. Ближайший аэропорт расположен в городе Стелленбос.